# 唐悦良
唐悦良（1890年—1956年），字公度，男，广东香山人，中国政治人物、外交官，曾任中央文史研究馆馆员。

## 家庭
儿子唐统一。女儿唐敏一。

## 延伸阅读
[在维基数据编辑]
 《游美同學錄·唐悅良》，出自《游美同學錄》